# Чикани (Душетский муниципалитет)
Чикани (груз. ჭიკანი) — село в Грузии, в муниципалитете Душети края Мцхета-Мтианети. 

## География
Село расположено в северной части края, в 55 километрах по прямой к северу от центра муниципалитета Душети. Высота центра — 1320 метров над уровнем моря.

## Население
По данным переписи населения 2014 года, в селе проживало 8 человек.
| Год  | Население |
| ---- | --------- |
| 2002 | 17        |
| 2014 | 8         |